# Dypsis sahanofensis
Espèce
Synonymes
- Chrysalidocarpus sahanofensis (Jum. & H. Perrier) Jum.[2],[1]
- Neophloga sahanofensis Jum. & H. Perrier[2],[1]

Statut de conservation UICN

 CR D : 
En danger critique
Dypsis sahanofensis est une espèce de plantes de la famille des Arécacées. Ce palmier est endémique de Madagascar où il est en danger critique d'extinction selon l'UICN.

## Classification
Cette espèce a été décrite pour la première fois en 1913 par Henri Lucien Jumelle (1866-1935) et Henri Perrier de La Bâthie (1825-1916) sous le basionyme de Neophloga sahanofensis Jum. & H.Perrier, puis recomposée dans le genre Dypsis en 1995 par Henk Jaap Beentje (1951-) et John Dransfield (1945-).
Son épithète spécifique, sahanofensis, signifie « de Sahanofo », une localité du canton de Ranohira à Madagascar.
Publication originale : Palms Madagascar 290 (1995).
Dans la classification phylogénétique le genre Dypsis est rattaché à la famille des Arecaceae (Palmae dans la classification classique).